# Mahmud Taymur
Mahmud Taymur, född 1894 i Kairo, död 1974, var en egyptisk författare. Han är en av skaparna av den realistiska arabiska novellformen med teman från egyptiskt byliv och fattigkvarteren i städerna. Han skrev också romaner, dramer och komedier med historiskt och socialt innehåll, förutom teoretiska arbeten om stilistik, romanskrivning och teater. Han influerades bland annat av Guy de Maupassant, den romantiske författaren Mustafa Lutfi al-Manfaluti, ryssarna Anton Tjechov och Ivan Turgenjev och av sin bror Muhammed Taymur, som också var en betydande författare.